# Triazamát
A triazamát a mezőgazdaságban korábban használt, karbamát típusú levéltetű-irtó zöld őszibarack-levéltetű, uborka levéltetű és zöld komló-levéltetű(en) ellen. Integrált növénytermesztésben alkalmazták, a rezisztencia elkerülése érdekében egy tenyészidőszakban legfeljebb háromszor.
Gyors hatású acetilkolin észteráz(en) gátló. Szisztémás szer némi kontakt hatással.
Az Európai Unióban legkésőbb 2006. január 4-ig vissza kellett vonni a triazamát-tartalmú szerek forgalmazási engedélyét, 2007. január 4. óta pedig tilos használni.

## Alkalmazás
A kijuttatás után 2–3 órán belül hatni kezd, teljes hatását 24 óra után éri el. A szer maradéka a tetű fajtájától függően 2–3 hétig aktív marad.
A hatás felerősíthető a Chinoinban kifejlesztett verbutinnal.

## Készítmények
- AZTEC 140 EC
- Aphistar